# Hans Pirkner
Hans Pirkner (25. března 1946, Vídeň – 26. února 2025) byl rakouský fotbalista, útočník. V sezóně 1975/1976 byl nejlepším střelcem rakouské bundesligy.

## Fotbalová kariéra
Začínal v týmu Floridsdorfer AC. V rakouské bundeslize hrál za SK Admira Wien a Austrii Klagenfurt. V letech 1969-1971 hrál v Německu za FC Schalke 04. Po návratu do Rakouska hrál za Alpine Donawitz, FK Austria Vídeň a First Vienna FC 1894. S Austrií získal dva mistrovské tituly a jedno vítězství v poháru. V Poháru mistrů evropských zemí nastoupil ve 4 utkáních a v Poháru vítězů pohárů nastoupil ve 20 utkáních a dal 8 gólů. Za rakouskou reprezentaci nastoupil v letech 1969-1978 ve 20 utkáních a dal 4 góly. Byl členem rakouské reprezentace na Mistrovství světa ve fotbale 1978, nastoupil ve 2 utkáních.

## Ligová bilance
| Ročník                                  | Zápasy | Góly | Klub                 |
| --------------------------------------- | ------ | ---- | -------------------- |
| Rakouská fotbalová Bundesliga 1966/1967 | 4      | 1    | SK Admira Wien       |
| Rakouská fotbalová Bundesliga 1967/1968 | 21     | 2    | Austria Klagenfurt   |
| Rakouská fotbalová Bundesliga 1968/1969 | 15     | 9    | SK Admira Wien       |
| Německá fotbalová Bundesliga 1969/1970  | 17     | 5    | FC Schalke 04        |
| Německá fotbalová Bundesliga 1970/1971  | 30     | 3    | FC Schalke 04        |
| Rakouská fotbalová Bundesliga 1971/1972 | 22     | 11   | Alpine Donawitz      |
| Rakouská fotbalová Bundesliga 1972/1973 | 0      | 0    | Alpine Donawitz      |
| Rakouská fotbalová Bundesliga 1971/1972 | 30     | 20   | Alpine Donawitz      |
| Rakouská fotbalová Bundesliga 1974/1975 | 30     | 10   | FK Austria Vídeň     |
| Rakouská fotbalová Bundesliga 1975/1976 | 35     | 21   | FK Austria Vídeň     |
| Rakouská fotbalová Bundesliga 1976/1977 | 31     | 11   | FK Austria Vídeň     |
| Rakouská fotbalová Bundesliga 1977/1978 | 32     | 20   | FK Austria Vídeň     |
| Rakouská fotbalová Bundesliga 1978/1979 | 23     | 6    | First Vienna FC 1894 |
| Rakouská fotbalová Bundesliga 1979/1980 | 26     | 5    | First Vienna FC 1894 |
| CELKEM Německá fotbalová Bundesliga     | 47     | 8    |                      |
| CELKEM Rakouská fotbalová Bundesliga    | 269    | 116  |                      |